# 군위군
군위군(軍威郡)은 대구광역시 북부에 있는 군이다. 행정구역은 1읍 7면으로 되어 있으며 군청 소재지는 군위읍 동부리이다. 원래 경상북도 산하였으나 군위군 주민들이 대구경북신공항을 의성군과 공동 유치하는 조건으로 대구광역시로의 편입을 요구하였고, 주민들의 요구가 수용되어 2023년 7월 1일 대구광역시에 편입되었다.

## 지리
대구광역시의 북부에 있으며, 서쪽 일부의 낙동통(洛東統)을 제외하면 대부분이 신라통(新羅統)으로 덮여 있다. 남동쪽은 팔공산(1,193ｍ)이 높이 솟아 그 여파가 군 내부에 미쳐 군위군 전체가 산악 또는 구릉성 산지로 되어 있다. 다만 중앙을 흐르는 낙동강의 지류 위천과 사창천 유역에 비교적 넓은 침식분지를 이루어 농경지로 이용되고 있다.

## 역사
| Daedongyeojido (Gyujanggak) 16-03.jpg | Daedongyeojido (Gyujanggak) 16-02.jpg |
| Daedongyeojido (Gyujanggak) 17-03.jpg | Daedongyeojido (Gyujanggak) 17-02.jpg |

- 1390년 효령현이 군위현에, 부계현이 의흥군에 합해졌다.
- 1413년 의흥군이 의흥현으로 격하되었다.
- 1895년 6월 23일(음력 윤5월 1일) 대구부 군위군·의흥군으로 개편하였다.[3]
- 1896년 8월 4일 경상북도 군위군·의흥군으로 개편하였다.[4]
- 1914년 4월 1일 의흥군을 군위군에 편입하였다. 이 과정에서 산하의 면들이 대거 합병되었다.[5][6] (8면)
- 1973년 7월 1일 선산군 산동면 도산리를 소보면에 편입하였다.[7]
- 1979년 5월 1일 군위면이 군위읍으로 승격하였다.[8] (1읍 7면)
- 2020년 대구국제공항 군공항 기능, 민항 기능을 이전하면서 대구경북신공항을 유치하고 군위군을 대구광역시로 편입하기로 합의하였다.
- 2021년 1월 1일 고로면을 삼국유사면으로 개칭하였다.
- 2023년 7월 1일 군위군 전역을 대구광역시로 편입하였다.

## 행정 구역
군위군의 행정구역은 군청이 위치한 군위읍과 소보면·효령면·부계면·우보면·의흥면·산성면·삼국유사면의 1개 읍 7개 면으로 구성되어 있었다. 군위군 면적은 614.16km2이다. 인구는 2012년 말 기준 11,671세대, 24,553명이다. 전체 인구의 33%가 군위읍에 거주한다. 1965년에는 80,261명을 기록했으나 이후 인구가 감소하였다. 남성 12,355명, 여성 12,198명이다.

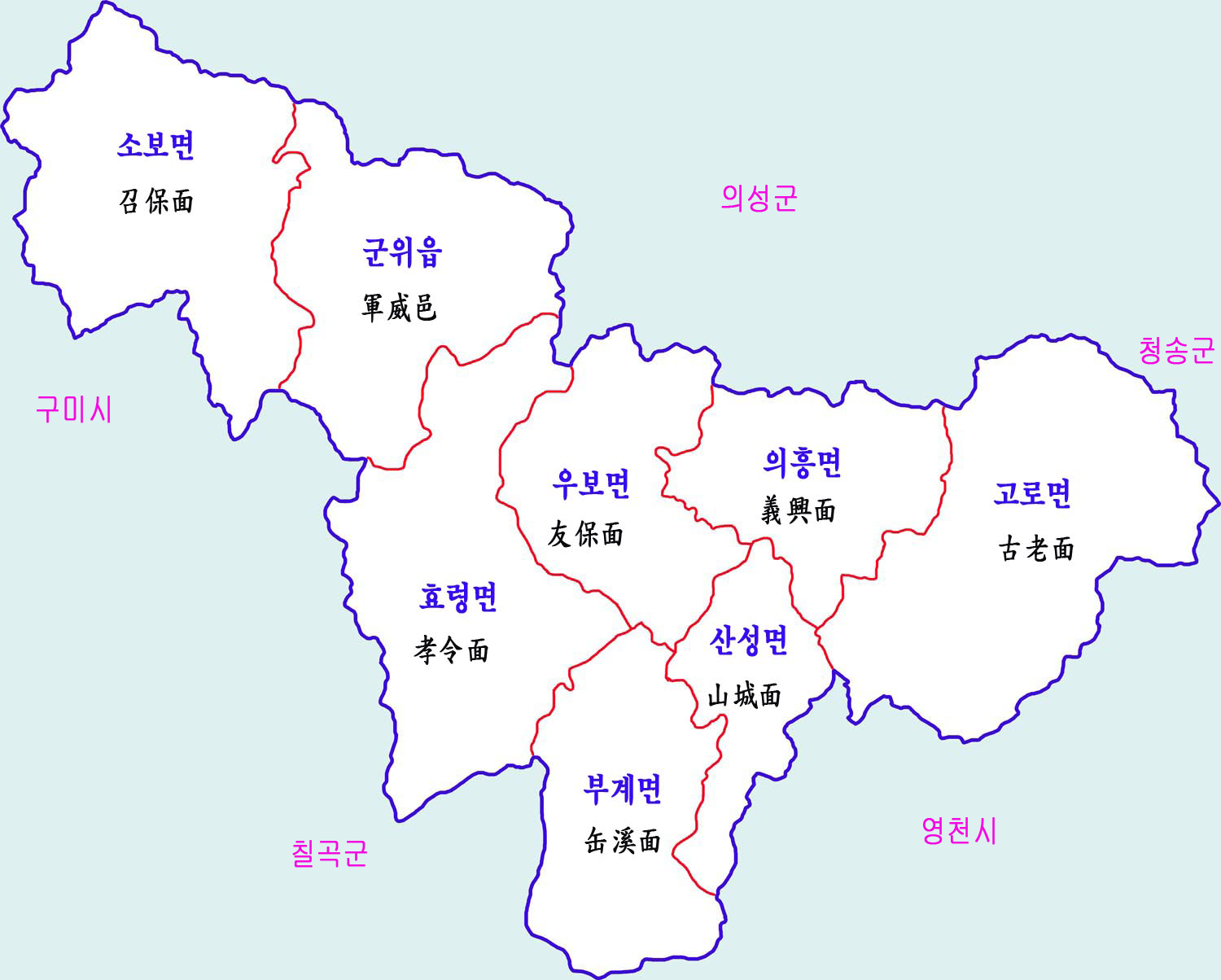

| 읍면       | 한자       | 세대  | 인구  | 면적   |
| ---------- | ---------- | ----- | ----- | ------ |
| 군위읍     | 軍威邑     | 3,506 | 8,122 | 84.07  |
| 소보면     | 召保面     | 1,271 | 2,492 | 101.35 |
| 효령면     | 孝令面     | 1,941 | 4,199 | 98.43  |
| 부계면     | 缶溪面     | 1,023 | 2,070 | 64.81  |
| 우보면     | 友保面     | 1,106 | 2,187 | 60.02  |
| 의흥면     | 義興面     | 1,388 | 2,822 | 54.24  |
| 산성면     | 山城面     | 705   | 1,311 | 36.79  |
| 삼국유사면 | 三國遺事面 | 731   | 1,350 | 114.60 |

## 군청
- 군위군청은 군위읍 동부리에 있다. 군위읍내 시가지에서는 약간 북동쪽에 있다.

## 인구
- 군위군의 연도별 인구 추이

| 연도   | 총인구   |  |
| ------ | -------- |  |
| 1960년 | 73,763명 |  |
| 1966년 | 80,261명 |  |
| 1970년 | 68,118명 |  |
| 1975년 | 67,286명 |  |
| 1980년 | 53,460명 |  |
| 1985년 | 44,699명 |  |
| 1990년 | 36,875명 |  |
| 1995년 | 29,696명 |  |
| 2000년 | 28,747명 |  |
| 2005년 | 24,552명 |  |
| 2010년 | 19,993명 |  |
| 2013년 | 24,172명 |  |
| 2017년 | 24,214명 |  |

## 관광[10]
- 구 군위성결교회: 국가등록유산으로 지정되었으며, 주소는 대구광역시 군위군 군위읍 동서4길6이다. 기독교가 지방에 정착하면서 충실하게 지어진 교회당 건축물의 효시이다. 1920년대 토착화된 교회의 모습을 보여주고 있어 건축사적 가치가 있다.
- 군위 대율리 석조여래입상: 보물로 지정되었으며, 소재지는 대구광역시 군위군 부계면 한밤8길 21-1이다. 대율사 용화전 안에 모셔진 불상으로 둥근 대좌(臺座)위에 올라서 있으며 높이가 2.65m이다. 다소 딱딱한 면을 보여주고는 있지만 얼굴 등을 통해 세련되고 당당한 신라 불상의 특징을 잘 나타내고 있다.
- 군위 아미타여래삼존석굴: 국보이며 대구광역시 군위군 부계면 남산리 4길 24에 있다. 한때 경주 석굴암에 이은 두 번째 석굴암이라는 의미로 제2석굴암으로 불렸으나 지금은 문화유산 명칭에 따라 군위 아미타여래 삼존 석굴로 불린다.
- 군위 지보사 삼층석탑: 보물이며, 주소는 대구광역시 군위군 군위읍 상곡길 233이다. 지보사 경내에 자리하고 있는 석탑으로, 2단의 기단(基壇) 위에 3층의 탑신(塔身)을 올린 아담한 모습이다. 조각 수법이 화려하고 외양이 단정한 고려 전기의 우수한 작품이다.
- 김수환 추기경 사랑과 나눔 공원: 주소는 대구광역시 군위군 군위읍 군위금성로 270이다. 우리나라 최초의 추기경이었으며 종교와 관계없이 많은 사람들에게 존경 받는 이시대의 표상이었던 김수환 추기경의 사랑과 나눔 정신의 계승‧확산을 위한 정신문화 공간이다.
- 리틀포레스트 촬영지: 대구광역시 군위군 우보면 미성5길 58-1에 위치해 있다. 고요한 음악처럼 마음을 평안하게 해주는 영화 리틀포레스트의 촬영지다. 도시를 떠나 고햡집에서 엄마의 맛을 재현한 상큼한 요리들, 어린 시절 추억을 공유한 고향 친구들과 잔잔한 이야기를 풀어나가는 아름다운 곳이다. 기와집 지붕을 살짝 감싸는 야트막한 뒷산이 더욱더 정겹고 벼 익는 드넓은 들판은 보기만해도 마음을 풍요롭게 한다.
- 삼국유사 테마파크: 주소는 대구광역시 군위군 의흥면 일연테마로 100이다. 한국의 대표 역사서인 삼국유사 (三國遺事) 속 콘텐츠를 시각화한 다양한 전시·조형물과 교육·체험 프로그램들을 통해 어린이 어른 등 세대의 관람객에게 우리 민족의 정체성을 확립시키면서 사계절 볼거리와 즐길 거리를 동시에 제공해 주는 문화와 관광이 한데 어우러진 복합문화공간이다.
- 어슬렁 대추정원: 주소는 대구광역시 군위군 의흥면 수서리 663-37이다. 어슬렁대추정원은 전국에서 처음으로 대추를 형상화한 공원으로 2017년 완공했다.
- 인각사지: 사적이며 주소는 대구광역시 군위군 삼국유사면 삼국유사로 250이다. 인각사가 언제 세워졌는지 문헌으로는 확인할 수 없다. 그러나 발굴조사 때 대웅전 터로 생각되는 건물이 있던 곳에서 통일 신라 시대의 건물터를 확인하여, 신라 후기에 이미 있었던 것으로 짐작한다. 절 내에는 보물인 인각사 보각국사 탑 및 비, 유형문화유산인 인각사 석불좌상과 군위 인각사 미륵당 석불좌상, 문화유산자료인 군위 인각사 삼층석탑이 있다.
- 장곡자연휴양림: 주소는 대구 군위군 삼국유사면 장곡휴양림길 195이다. 팔공산순환로를 따라 군위삼존석굴, 인각사, 휴양림으로 이어져 역사, 문화, 자연을 함께 체험할 수 있는 휴양지이다. 숲속의 집, 산막, 산림문화휴양관, 자연 생태체험 학습관, 족구장, 어린이 물놀이장 등의 시설을 갖추고 있어 삼림욕뿐 아니라 생태체험도 가능하다.
- 화본마을 박물관 : 대구광역시 군위군 산성면에 위치한 전시관이다. 1960년대, 1970년대 한국의 사회상을 보여주는 물건을 전시하고 있다. 화본역 근처에 위치한다. 옛 산성중학교를 리모델링해서 박물관으로 꾸몄다.
- 화산마을(화산산성): 주소는 대구광역시 군위군 삼국유사면 화북리 산230이다. 해발 800m의 산정상에 고랭지 채소를 주산물로 살아가는 마을이다. 마을 아래쪽에는 화산산성이 있는데 조선 숙종 35년(1709)에 병마절도사 윤숙이 왜적의 침입을 막기 위하여 지은 산성으로 흥예문에서 수구문에 이르는 거리 200m, 높이 4m의 성벽을 구축하던 중 심한 흉년으로 산성을 완공을 하지 못한 채 남아있다. 마을에서 내려다보이는 주변 경관과 일출, 일몰이 장관이다.

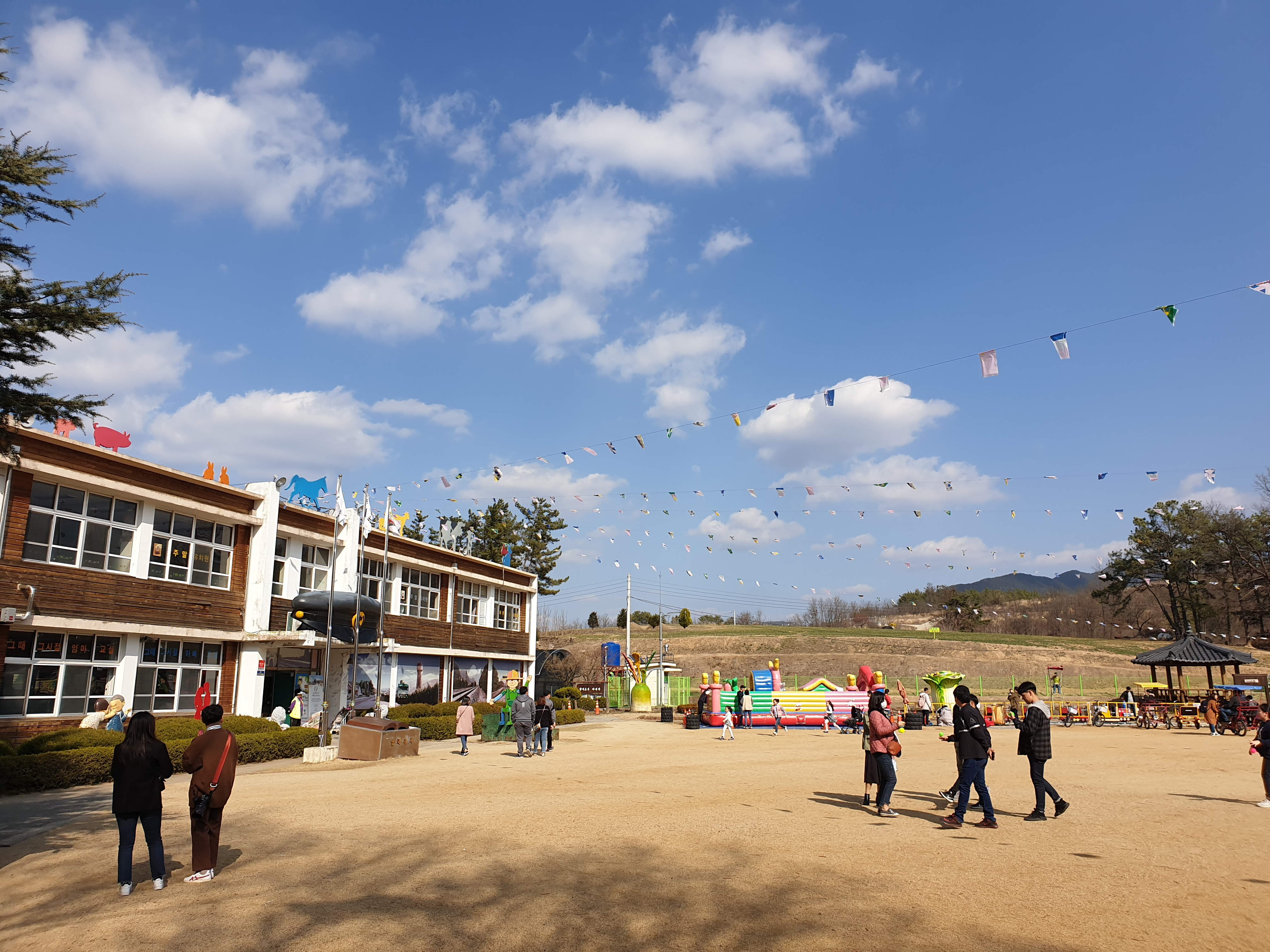
(화본마을 박물관)

## 교통

중앙선 군위역

왕복 4차선의 국도 제5호선이 대구광역시, 칠곡군, 안동시와 연결된다. 군위읍 동부리 군위군청 남쪽에 군위터미널이 있으며, 군위교통의 사무실이 군위터미널 구내에 있다. 고속도로는 중앙고속도로 군위JC, 군위IC, 영천상주고속도로 서군위IC(하이패스전용), 군위JC, 동군위IC가 있다.
중앙선 철도가 통과하는 지역이다. 중앙선이 단선이었을 적에는 우보면과 산성면으로 철로가 통과했으나, 2024년 12월 18일 중앙선의 복선 전철화와 함께 의흥면 파전리 방향으로 철로를 이설했다. 이에 따라 군 관내에 있는 우보역, 봉림역, 화본역 3개 역은 폐역되고, 의흥면 연계리에 신축한 군위역으로 일괄 통합되었다. 다만 군위역은 군위읍과 정반대편에 있다. 군위읍 내에는 철도 노선이 없으며, 군위읍에서는 경상북도 의성군 금성면의 탑리역이 상대적으로 가깝지만 탑리역도 2024년 12월 18일 화본역 등이 폐역될 때 함께 폐역되었다.
군위군과 대구 시내를 직접 연결하는 도로가 없기 때문에, 군위군에서 대구광역시의 다른 지역으로 이동하기 위해서는 부계면에서 경상북도 칠곡군 동명면으로, 효령면에서 경상북도 칠곡군 가산면을 거쳐서 가야 한다.
군위교통이 군 내에 소재하는 버스 업체다. 본래 교통카드 미사용 지역이었으나, 대구로 편입되면서 iM유페이의 시스템을 구축하여 교통카드제 및 환승제를 시행하고 있다. 따라서 메인 선불 교통카드는 원패스다.

## 교육 기관
- 고등학교

|  | - 군위고등학교 - 효령고등학교 |

- 중학교

|  | - 군위중학교 - 우보분교 - 부계중학교 - 의흥중학교 - 효령중학교 |

- 초등학교

|  | - 대구고매초등학교 - 대구군위초등학교 - 대구송원초등학교 - 대구부계초등학교 - 대구우보초등학교 - 대구의흥초등학교 - 석산분교 - 대구효령초등학교 |

## 기타
일연 승려가 삼국유사 저술을 완성하고 입적(入寂)한 인각사(麟角寺)가 있어 군위는 '삼국유사의 고장'으로 불린다.